# Немец, Деян
Де́ян Не́мец (словен. Dejan Nemec; 1 марта 1977, Мурска-Собота, СР Словения, СФРЮ) — словенский футболист, вратарь. Выступал за сборную Словении, участник чемпионата Европы 2000 года и чемпионата мира 2002 года.

## Карьера

### Клубная
Воспитанник футбольной школы клуба «Мура» из города Мурска-Собота, в котором начал и профессиональную карьеру в 1995 году. Летом 2000 года переехал в Бельгию, в клуб «Брюгге», в играх за который был нестабилен, довольно часто допускал нелепые ошибки, в результате чего потерял место в основе и в итоге покинул клуб в сентябре 2003 года. В январе 2004 года перешёл на правах свободного агента в «Антверпен», однако надолго там не задержался, и уже летом того же года вернулся в Словению, в клуб «Домжале», в составе которого впоследствии дважды стал чемпионом Словении, дважды вице-чемпионом и один раз обладателем Суперкубка.

### В сборной
В составе главной национальной сборной Словении выходил на поле только 1 раз, в 2002 году в товарищеском матче со сборной Гондураса, тем не менее, был заявлен в качестве третьего вратаря сборной в финальных турнирах чемпионата Европы 2000 года и чемпионата мира 2002 года.

## Достижения
Домжале
- Чемпион Словении: (2): 2006/07, 2007/08
- Вице-чемпион Словении: (2): 2004/05, 2005/06
- Обладатель Суперкубка Словении (1): 2007